# ФК Хајдук Бачко Душаново
ФК Хајдук Бачко Душаново је фудбалски клуб из Бачког Душанова. Основан је 1950. године, а тренутно се такмичи у Градској лиги Суботице.